# Herb Wielkiego Księstwa Poznańskiego

Herb Wielkiego Księstwa Poznańskiego, forma wielka

Herb Wielkiego Księstwa Poznańskiego, forma mała

Herb Wielkiego Księstwa Poznańskiego – jeden z symboli Wielkiego Księstwa Poznańskiego, autonomicznego księstwa, wchodzącego w skład Prus. 

## Historia i symbolika
W formie małej przedstawiał na tarczy herbu srebrnego pruskiego czarnego orła, na którego piersiach w polu czerwonym znajdował się srebrny orzeł w złotej koronie, z takimiż łapami, czerwonym językiem, na tarczy zwieńczonej koroną. Symbolizował, że Księstwo było integralną częścią Królestwa Prus, a zarazem posiadało (do 1848) autonomię.
W formie wielkiej dodatkowo tarczę herbową podtrzymują dziki mąż oraz rycerz. Trzymacze heraldyczne, korona i hełm były też używane we wszystkich prowincjach pruskich.
Herb Wielkiego Księstwa Poznańskiego (od 1848 roku Prowincji Poznańskiej) który zwał się niem. Der Königlich-Preußische Großherzoglich Posensche Adler (pol. Królewsko-Pruski Wielkoksiążęcy Orzeł Poznański), umieszczony był też na tarczy wielkiego i średniego herbu Królestwa Prus do czasów I wojny światowej.